# 後院

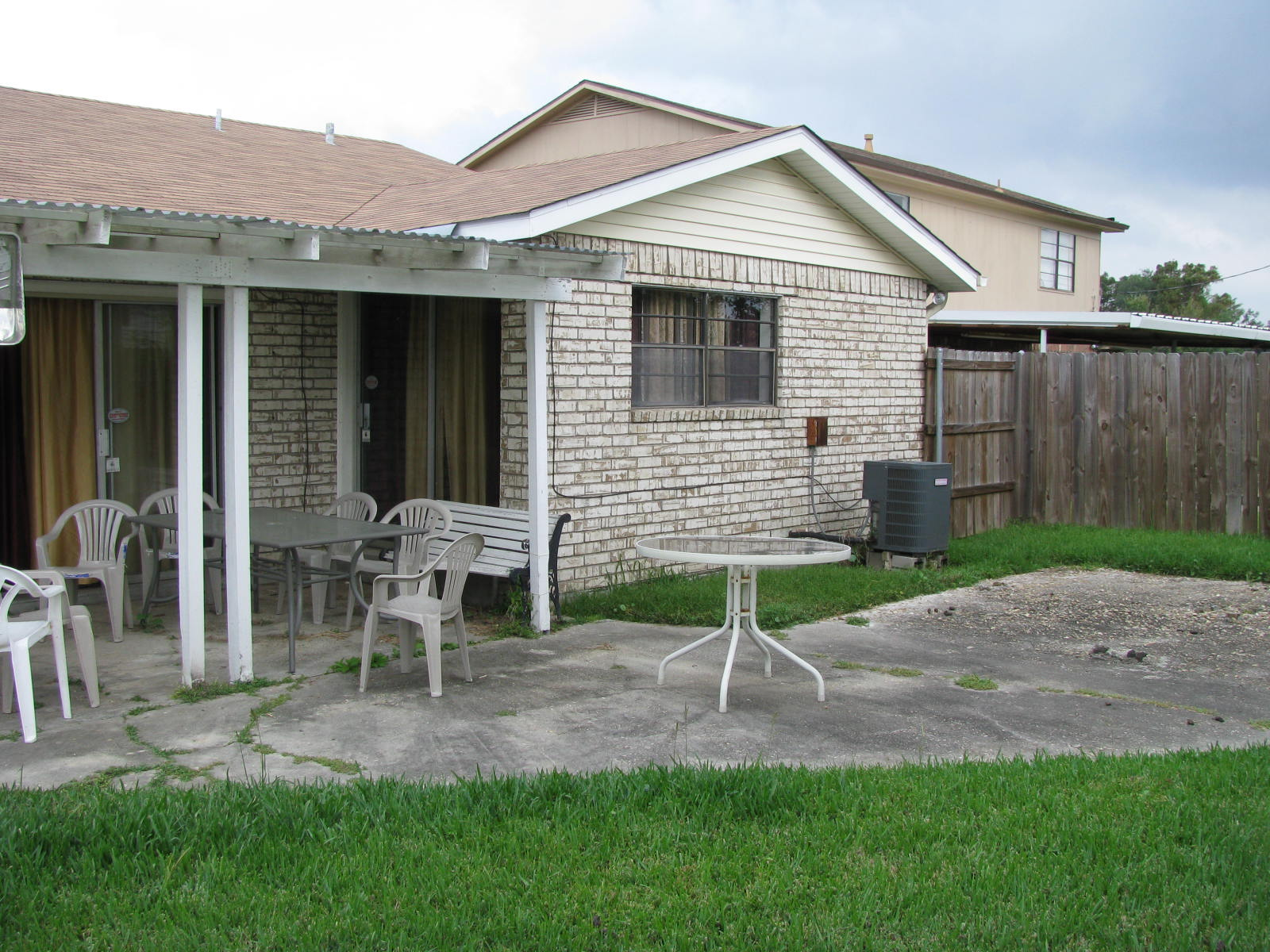
在美國路易斯安那州哈維的房子的後院。

後院，是位於房子後方的庭院，常見於西方世界的郊區發展。

## 起源
於寒冷地區，在低土地價值區域中使用房子周圍的開放空間於夏季進行果菜園耕種，並允許強烈要求的陽光於冬季從低水平角進入房屋的窗戶。隨著土地價值增加，建造的房屋也越來越靠近。為了保留一些開放的土地，屋主可以選擇在房屋的側面進行施工，但不建在房屋前面或後面，以保留一些開放的殘餘周邊土地。其後面的區域被稱為後院， 或更常見的，在英國和歐洲的一些其他地方被作為後花園（如果有進行耕種）。

## 內容物品

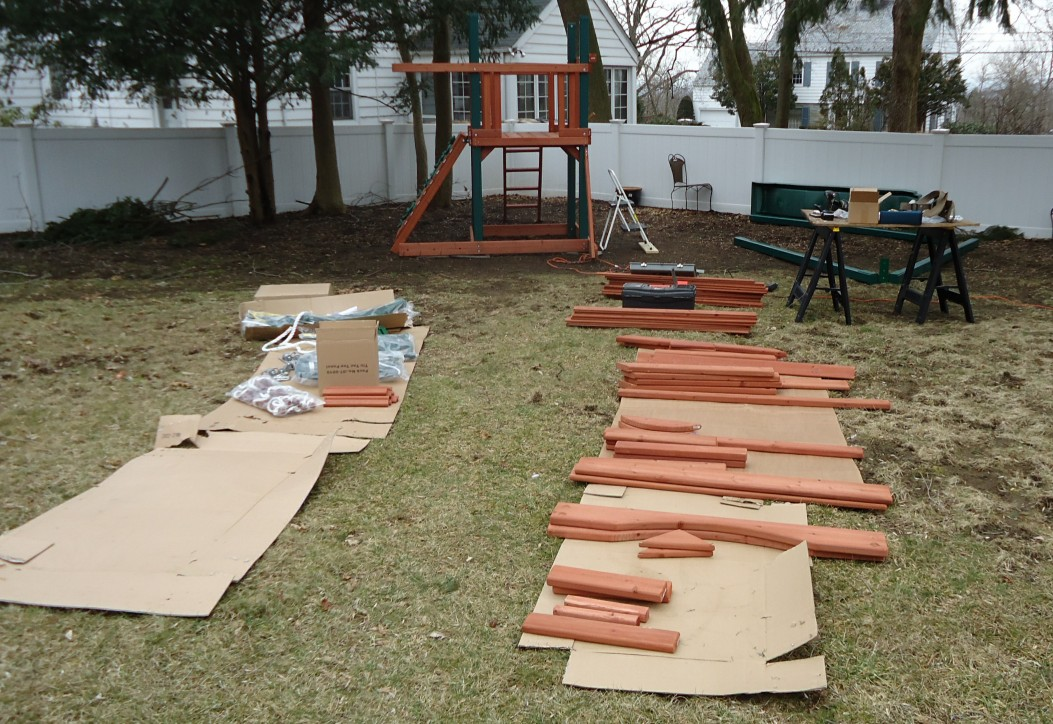
一個為屋主建造的遊樂場，作為雜工作業的一部份。

依據後院的大小，它可能有任何數量的物品（或無），如：
- 燒烤
- 建築物，如： 穀倉，[2] 雞舍， 車庫， 涼亭，[2] 招待所， 外屋， 溫迪之家，[2] 桑拿， 木棚，[2] 煙房， 工作室等。
- 甲板(建築物)
- 圍欄
- 花園
- 花園家具 (長椅，庭院桌，椅子，雨傘等)
- 景觀美化，有或沒有草地，或只是純粹的泥土。
- 可再生能源 （太陽能電池板，風車等）
- 遊樂場 (沙盒， 溜滑梯，鞦韆椅等)
- 儲油罐
- 游泳池以及/或熱水浴缸
- 載具
- 垃圾桶

### 澳洲

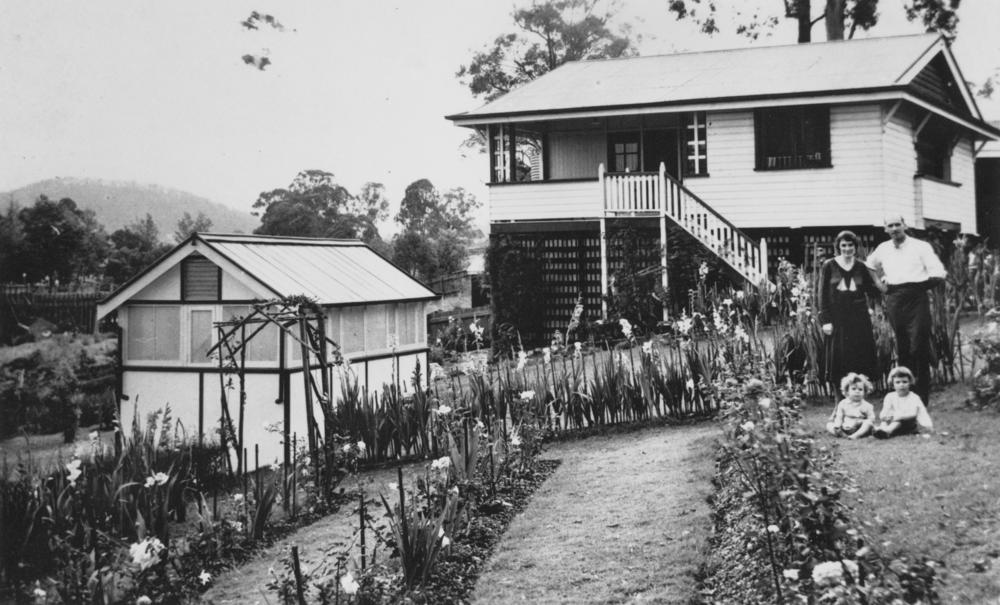
1929年於澳洲昆士蘭州布里斯本的一個後院。

直到20世紀中期的澳洲，財產上的後院在傳統上包含一個於屋外的屋外家雞， 果菜園，以及木柴然六。於近期，這些東西已被戶外娛樂，如燒烤用具和游泳池所取代。 但是，自從1990年代， 澳洲郊區的發展趨勢為促使後院消失，原因是住宅現在幾乎占住了所有的建築狀況。

## 外部連結
维基共享资源上的相關多媒體資源：後院
- The Death of the Australian Back Yard